# Microacontias lineatus
Microacontias lineatus är en ödleart som beskrevs av  Peters 1879. Microacontias lineatus ingår i släktet Microacontias och familjen skinkar. IUCN kategoriserar arten globalt som livskraftig.

## Underarter
Arten delas in i följande underarter:
- M. l. lineatus
- M. l. grayi
- M. l. tristis